# معاداة السامية في الاتحاد السوفيتي
أطاحت الثورة الروسية عام 1917 بالنظام الرسمي لمعاداة السامية الذي دام قرونًا من الزمن خلال فترة حكم الإمبراطورية الروسية، وفككت نطاق الاستيطان الخاص به. مع ذلك، استمر الاتحاد السوفيتي في إرث معاداة السامية السابق، لا سيما في عهد جوزيف ستالين. بعد سنة 1924، بلغت معاداة السامية مستويات جديدة في الاتحاد السوفياتي، خصوصًا خلال الحملة المناهضة للعولمة، التي قتل واعتقل فيها العديد من الشعراء والكتاب الكاتبين بلغة الايدش، والرسامين والنحاتين. بلغ الأمر ذروته فيما يدعى بمؤامرة الأطباء، حين أخضع فريق من الأطباء (كلهم تقريبًا من اليهود) لمحاكمة شكلية بتهمة التآمر لاغتيال ستالين.

## تاريخ

### قبل الثورة
تحت حكم التسار (النظام القيصري)، كان اليهود - الذين بلغ عددهم نحو 5 ملايين نسمة في الإمبراطورية الروسية في الثمانينات، وعاشوا فقرًا في الغالب – محصورين في نطاق الاستيطان، حيث تعرضوا للتحيز والاضطهاد، الذي كثيرًا ما أخذ شكل قوانين تمييزية، وكانوا ضحايا للمذابح التي نظمت السلطات القيصرية العديد منها أو بموافقة ضمنية منها. نتيجة لكونهم ضحايا للقمع، هاجر يهود كثيرون إما من الإمبراطورية الروسية، أو انضموا إلى أحزاب راديكالية، مثل الجبهة اليهودية العامة، والبلاشفة، والحزب الثوري الاشتراكي، والمناشفة. كانت هنالك العديد من المطبوعات المناهضة للسامية في ذلك العصر والتي انتشرت على نطاق واسع.

## بعد الثورة

### ثورة فبراير والحكومة المؤقتة
ألغت الحكومة الروسية المؤقتة جميع القيود التي فرضها النظام القيصري على اليهود، في خطوة موازية للتحرر اليهودي في أوروبا الغربية الذي حدث خلال القرن التاسع عشر، وألغت جملة من التحيزات المطبقة على اليهود.

### البلاشفة
ألغت ثورة أكتوبر رسميًا نطاق الاستيطان وغيره من القوانين التي تعتبر اليهود شعبًا منبوذَا. في الوقت عينه، عارض البلاشفة اليهودية بشدة (وأي دين آخر أيضًا) وأقاموا حملة واسعة لقمع التقاليد الدينية بين السكان اليهود، جنبًا إلى جنب مع الثقافة اليهودية التقليدية. في سنة 1918، تشكل «يبيسكتسيا» (القسم اليهودي التابع للحزب الشيوعي السوفيتي) للترويج للماركسية والعلمانية والاندماج اليهودي في المجتمع السوفيتي، ومن المفترض أنه جلب الفكر الشيوعي إلى الجماهير اليهودية.
في شهر أغسطس سنة 1919، استولي على ممتلكات يهودية، بما فيها معابد، وحلّت عديد من المجتمعات اليهودية. جرى تطبيق قوانين مناهضة للدين التي منعت جميع أشكال التعبير عن الدين والتثقيف الديني على جميع الفئات الدينية، بما فيها الطوائف اليهودية. اضطر العديد من الحاخامات وغيرهم من المسؤولين الدينيين إلى الاستقالة من مناصبهم تحت تهديد الاضطهاد العنيف. استمر هذا النوع من الاضطهاد حتى عشرينيات القرن الماضي. وضع اليهود على نحو غير متكافئ على الخطوط الأمامية للحروب الروسية في أوائل العقد الأول من القرن العشرين، وكذلك في الحرب العالمية الثانية. نتيجة لذلك، هاجرت أعداد كبيرة من اليهود من روسيا إلى أماكن مثل الولايات المتحدة. لم يكن من غير الشائع تغيير اسم العائلة خلال الهجرة للحد من المخاطر المحدقة.
في شهر مارس سنة 1919، ألقى لينين خطابًا بعنوان «المذابح المعادية لليهود» أدان فيه معاداة السامية باعتبارها «محاولة لتحويل كراهية العمال والفلاحين عن المستغلين تجاه اليهود». تماشى الخطاب مع الإدانة السابقة للمذابح المعادية للسامية التي ارتكبها الجيش الأبيض خلال الحرب الأهلية الروسية. في عام 1914، قال لينين «لا يوجد شعب مضطهد ومظلوم في روسيا مثل اليهود».
نظمت حملات إعلامية ضد معاداة السامية في الجيش الأحمر وفي أماكن العمل، وصدر حكم يحظر التحريض على الدعاية ضد أي إثنية جزءًا من القانون السوفيتي. كان الموقف الرسمي للحكومة السوفيتية عام 1934 معارضًا لمعاداة السامية «في أي مكان من العالم» وادعت تعبيرها عن «مشاعر أخوية للشعب اليهودي»، مشيدة بإسهامات اليهود تجاه الاشتراكية الدولية.

## في ظل حكم ستالين
أصبح جوزيف ستالين زعيمًا للاتحاد السوفيتي عقب صراع على السلطة مع ليون تروتسكي عقب وفاة لينين. اتهم ستالين باللجوء إلى معاداة السامية في بعض حججه ضد تروتسكي الذي كان من أصل يهودي. أشار أولئك الذين كانوا على معرفة بستالين، مثل نيكيتا خروشوف، إلى أنه أضمر لفترة طويلة مشاعر سلبية تجاه اليهود، وهي مشاعر تجلت قبل ثورة 1917. في عام 1907، كتب ستالين رسالة تميز بين «فصيل يهودي» و«فصيل روسي حقيقي» في البلشفية. ذكر بوريس بازانوف، سكرتير ستالين، أنه ارتكب أعمالًا عدوانية بدائية معادية للسامية حتى قبل وفاة لينين. اعتمد ستالين سياسات معادية للسامية عززها بمعاداته للغرب. إن معاداة السامية، كما وضعها المؤرخ والمستشرق والباحث في علم الإنسان رافيل باتاي، وعالمة الوراثة جينيفر باتاي في كتابهما «أسطورة العرق اليهودي»، «صيغت بلغة معارضة الصهيونية». في سنة 1936، في المحاكمة الشكلية «مركز تروتسكي-زينوفييفيت الإرهابي» اتهم المشتبه بهم وهم قادة بلشفيون بارزون بإخفاء أصولهم اليهودية تحت أسماء سلافية.
بدأت معاداة السامية في الاتحاد السوفيتي علنًا كحملة ضد ما يشار إليهم «عالمية بلا جذور» (تعبير مجازي يقصد به اليهود). في خطابه الذي حمل عنوان «حول الأسباب العدة لتأخر السوفيتية»، والذي ألقاه في الجلسة المكتملة لمجلس إدارة اتحاد الكتاب السوفييتي في ديسمبر 1948، شبه ألكسندر فادييف بين العالميين (أنصار العالمية) واليهود. في هذه الحملة المناهضة للعالمية، قتل العديد من الكتاب والفنانين اليهود البارزين. وظهرت في الصحف عبارات مثل «عالميون بلا جذور»، و«بورجوازيين عالميين»، «وأفراد بلا أمة أو شعب»، واتهمت الصحافة السوفياتية العالميين «بالتهافت أمام الغرب»، بما يفتح الباب أمام «الإمبريالية الأمريكية»، و«التقليد السلافي للثقافة البرجوازية»، و«تلميع الصورة البرجوازية». رفض إيذاء اليهود في الاتحاد السوفياتي على أيدي النازيين، وأبعد العلماء اليهود عن أبواب العلوم، وحرم اليهود من حقوق الهجرة. بلغت حملة ستالين المعادية للسامية ذروتها في مؤامرة الأطباء عام 1953. حسب باتاي وباتاي، هدفت مؤامرة الأطباء «بصورة جلية إلى التصفية الكاملة للثقافة اليهودية». كان للمناداة الشيوعية في عهد ستالين سمة مشتركة بين معاداة السامية النازية والفاشية في إيمانها «بمؤامرة عالمية يهودية».
امتدت معاداة السامية السوفيتية إلى السياسة في منطقة الاحتلال السوفياتي لألمانيا. لاحظ المؤرخ نورمان نيمارك أن المسؤولين في الإدارة العسكرية السوفياتية في ألمانيا، في الفترة بين عامي 1947 و1948، أظهروا «هوسًا متزايدًا» بوجود اليهود في الإدارة العسكرية، ولا سيما في إدارة الكوادر التابعة لقسم البروبغندا. وُصف اليهود في الجامعات الألمانية الذين قاوموا السوفيتية بأنهم «من خلفية غير آرية» وأنهم «مصطفون مع الأحزاب البرجوازية».
يقول مفكرون مثل إيريك غولداجن أنه بعد وفاة ستالين، أصبحت سياسة الاتحاد السوفيتي تجاه اليهود والمسألة اليهودية أكثر تحفظًا، وذلك من خلال السياسات غير المباشرة المناهضة للسامية بدلًا من الهجوم الجسدي المباشر. يرى إريك غولداجن أنه على الرغم من انتقاده الشهير لستالين، فإن نيكيتا خروشوف لم ينظر إلى سياسات ستالين المناهضة للسامية على أنها «أعمال وحشية» أو انتهاكات فظيعة للمبادئ اللينينية الأساسية لسياسة الجنسية للدولة السوفياتية».